# قانون الطاعة الواجبة

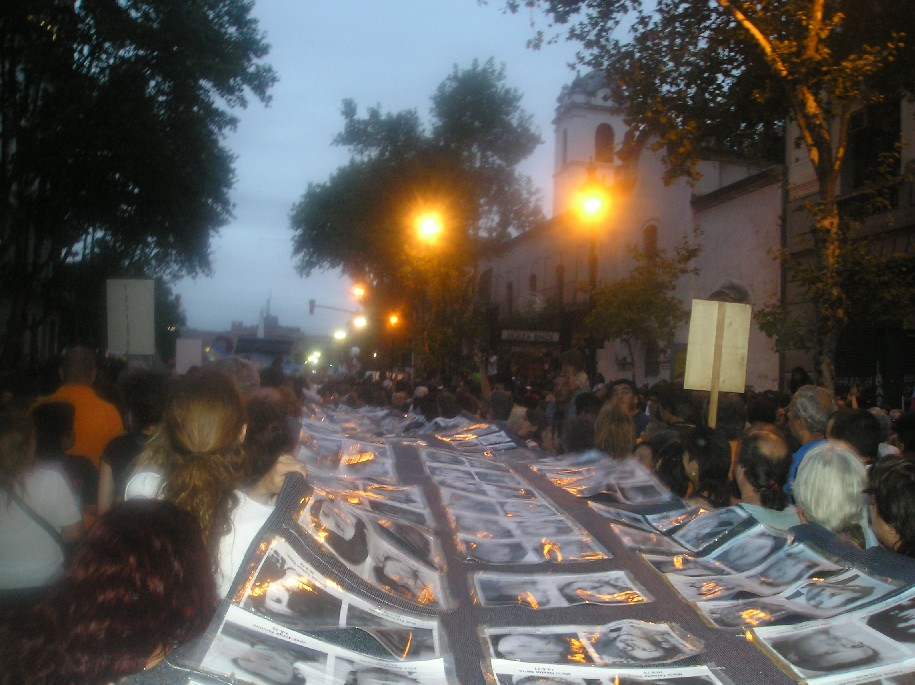

قانون الطاعة الواجبة ((بالإسبانية: Ley de obediencia debida)‏) هو قانون أصدره المؤتمر الوطني بـ الأرجنتين بعد انتهاء عهد الدكتاتورية العسكرية المتمثل في عملية إعادة التنظيم الوطني (والتي بدأت بـ انقلاب في عام 1976 وانتهت في عام 1983). ورسميًا يُشار إلى هذا القانون برقم (قانون رقم 23521)، وشأنه شأن التشريعات الأرجنتينية الأخرى، غير أن قانون الطاعة الواجبة يعتبر التسمية الوحيدة التي يشيع استخدامها، حتى في الخطابات الرسمية.
وصدر القانون بتاريخ 4 يونيو 1987. وينص على أنه يفترض ما لم يقدم دليل يثبت العكس، أن جميع الضباط ومرؤوسيهم ومن بينهم أفراد القوات المسلحة العاديون، والشرطة، ودائرة السجون، وغيرها من الأجهزة الأمنية الأخرى لا يجوز قانونيًا معاقبتهم عن الجرائم التي ارتكبت في فترة الدكتاتورية؛ حيث كانوا يتصرفون من منطلق مبدأ الطاعة الواجبة، ويقصد بذلك، طاعة أوامر رؤسائهم (في هذه الحالة، رؤساء الحكومة العسكرية، الذين سبق وحوكموا في إطار محاكمات أفراد الحكومة العسكرية).
لقد صدر هذا القانون بعد عام واحد من إصدار قانون التوقف الكامل لاحتواء سخط القوات المسلحة. وعلى نحو فعال، بموجب هذا القانون، يُعفى الأفراد العسكريون برتبة عقيد من مسؤولياتهم عن الجرائم التي ارتكبوها والتي تشمل حالات الاختفاء القسري، وحالات الاحتجاز غير القانوني، والتعذيب والقتل. ويعد نص هذا القانون قصيرًا نوعًا ما؛ حيث لا يشتمل سوى على 7 مواد، تحتوي المادة الثانية منه على استثناء (لا ينطبق هذا القانون على حالات الاغتصاب، أو إخفاء أو تزوير هوية القاصرين، أو الاستيلاء الكبير على العقارات).
ألغى المؤتمر الوطني قانون الطاعة الواجبة وقانون التوقف الكامل في أغسطس 2003، مما سمح بإعادة فتح القضايا التي تتضمن جرائم ضد الإنسانية. وانتهت الحالات الأولى من مثل هذه القضايا، والتي كان متورطًا بها نائب القائد السابق بـ شرطة مقاطعة بوينس آيرس ميغيل إيتشيكولاتز، في سبتمبر 2006 والتي تم النص عليها في الفقه القانوني، من خلال الإقرار بأن إرهاب الدولة الدكتاتورية كان يعتبر شكلًا من أشكال الإبادة الجماعية.